# Župnija Šmarjeta
Župnija Šmarjeta je rimskokatoliška teritorialna župnija Dekanije Novo mesto Škofije Novo mesto.
Do 7. aprila 2006, ko je bila ustanovljena Škofija Novo mesto, je bila župnija del Nadškofije Ljubljana.

## Cerkve
| #  | Slika | Cerkev                        | Naselje             |
| -- | ----- | ----------------------------- | ------------------- |
| 1. |       | Cerkev sv. Marjete            | Šmarjeta            |
| 2. |       | Cerkev sv. Jakoba             | Radovlja            |
| 3. |       | Cerkev sv. Jožefa             | Orešje              |
| 4. |       | Cerkev Karmelske Matere Božje | Grič pri Klevevžu   |
| 5. |       | Cerkev sv. Lenarta            | Koglo               |
| 6. |       | Cerkev sv. Martina            | Vinica pri Šmarjeti |
| 7. |       | Cerkev sv. Štefana            | Šmarješke Toplice   |
| 8. |       | Cerkev sv. Urha               | Žaloviče            |